# Cheironitis audens
Cheironitis audens är en skalbaggsart som beskrevs av Louis Albert Péringuey 1901. Cheironitis audens ingår i släktet Cheironitis och familjen bladhorningar. Inga underarter finns listade i Catalogue of Life.